# Станишовка (Иванковский район)
Станишовка (укр. Станішівка, до 2009 г. Станишівка) — село в Иванковском районе Киевской области Украины.
Население по переписи 2001 года составляло 421 человек. Занимает площадь 1,6 км².

## Местный совет
Станишовка входит в состав Обуховичского сельского совета.
Адрес местного совета: 07254, Киевская обл., Иванковский р-н, с. Обуховичи.

## Природа
Через село протекает река Мурава, правый приток Болотной.
К северу от Станишевки находится село Обуховичи. С остальных трех сторон село охватывает лес.
На окраине леса, на юго-восток от села, растет достойный внимания дуб охватом 4,83 м.

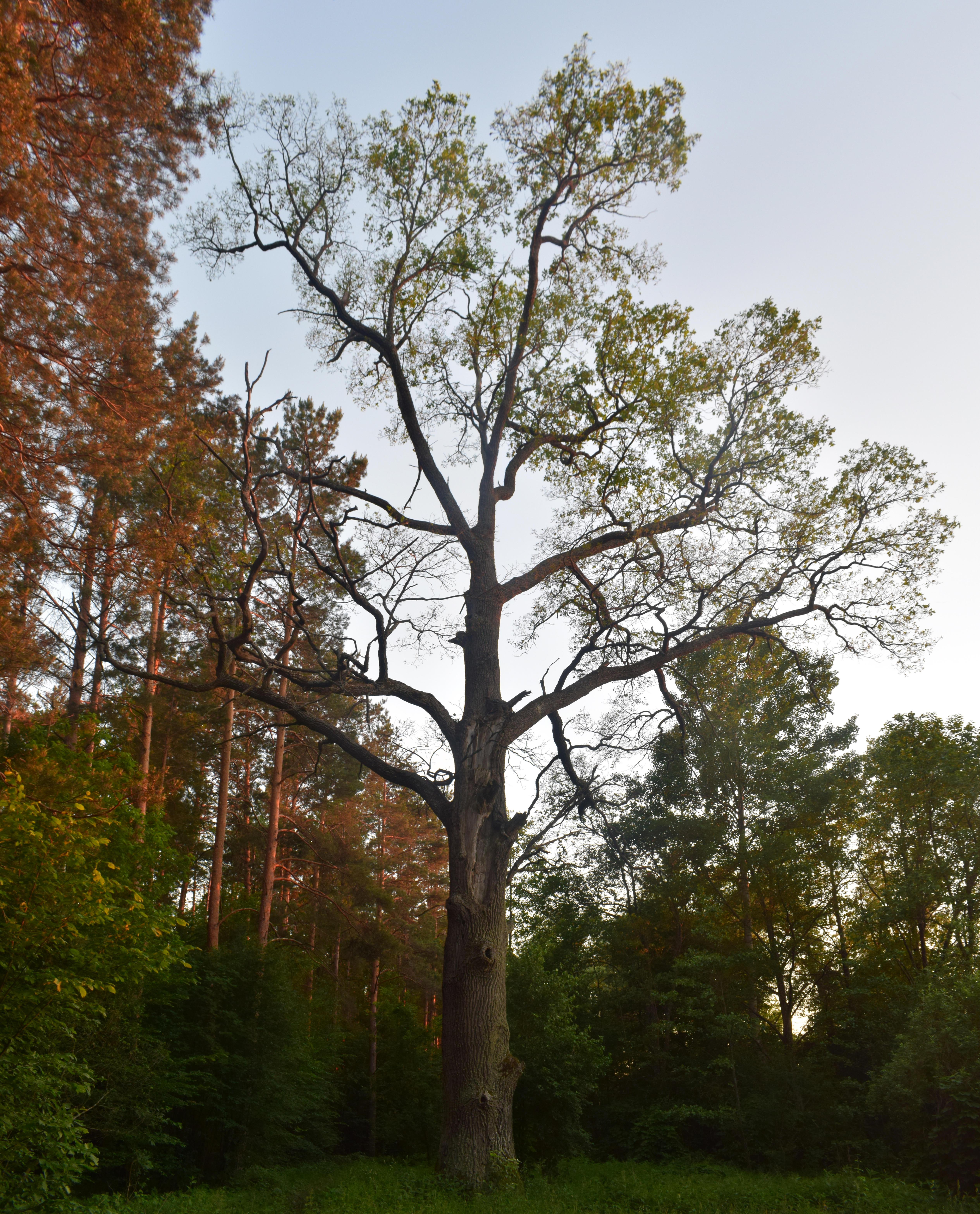
Станишовский дуб
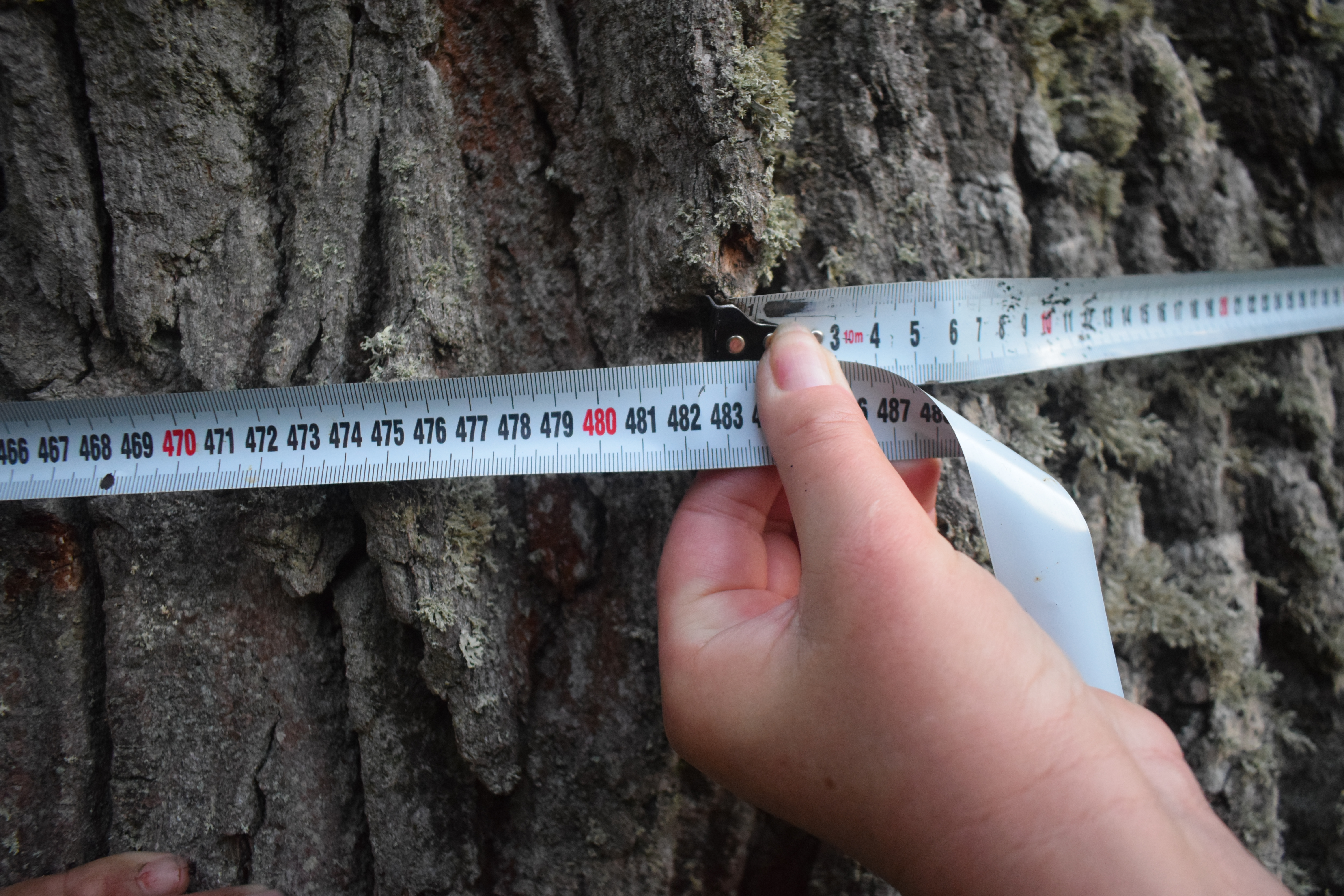
Охват дуба